# Astragalus elazigensis
Astragalus elazigensis es una especie de planta del género Astragalus, de la familia de las leguminosas, orden Fabales.

## Distribución
Astragalus elazigensis se distribuye por Turquía.

## Taxonomía
Fue descrita científicamente por Ekim. Fue publicado en Notes Roy. Bot. Gard. Edinburgh 42: 83 (1984).